# Phan Châu Trinh
Phan Châu Trinh, noto anche come Phan Chu Trinh (Tam Kỳ, 9 settembre 1872 – Saigon, 24 marzo 1926), è stato un rivoluzionario e patriota vietnamita.
Fervente nazionalista, usò anche il nome Tây Hồ. Cercò di porre fine alla brutale occupazione francese del Vietnam e al metodo monarchico. Si oppose però ai metodi violenti e cercò piuttosto il sostegno diplomatico di altri paesi, convinto del fatto che il Vietnam poteva raggiungere la liberazione tramite l'educazione del popolo, e facendo appello ai principi democratici francesi. Il suo progetto pacifico fallì e il Vietnam si liberò poi dell'occupazione straniera tramite una rivolta armata guidata da Ho Chi Minh che aveva iniziato la sua militanza politica proprio con Phan Chu Trinh e con altri attivisti in Francia. Molte città del Vietnam, indipendentemente dall'orientamento politico de governi, gli hanno dedicato diverse importanti strade.

## Biografia
Phan Chu Trinh nacque a Tay Loc, nella provincia di Quang Nam, il 9 settembre 1872. Suo padre era uno studioso e ricco proprietario terriero anch'egli attivista politico che fu ucciso nel 1885 da membri dell'organizzazione in cui militava perché sospettato di tradimento. Così, Phan Châu Trinh rimase orfano all'età di 13 anni in una famiglia di patrioti. Phan Chu Trinh praticò studi classici e si laureò nel 1901. Nel 1905 si dimise dalla sua posizione nella burocrazia mandarina in opposizione alla monarchia e al tradizionale sistema mandarino, a favore del riconoscimento di una repubblica democratica vietnamita con l'abolizione della monarchia. Egli considerava un ritorno della dinastia monarchica Nguyen una situazione politica peggiore dell'occupazione francese.
Dopo aver incontrato Phan Bội Châu nel 1903, nel marzo e nell'aprile del 1906 si recò a Hong Kong e poi a Kwangtung per incontrarsi di nuovo con lui e sempre con Bội Châu si recò in Giappone come parte del movimento Dong Du. Rimasero a Yokohama, dove avevano messo su una casa giapponese a due piani per insegnare agli studenti. Nel mese di giugno si recarono entrambi a Tokyo per studiare il sistema scolastico e politico giapponese. Phan Chu Trinh si trovò in disaccordo con le idee di Phan Boi Chau  secondo il quale si doveva richiedere l'assistenza militare del Giappone, perché non si fidava militarismo giapponese.
Dopo il ritorno in Vietnam continuò i rapporti e a confrontarsi ideologicamente con Phan Boi Chau tramite scambi epistolari. Egli sostenne la sua opposizione alla monarchia e si dichiarava convinto che il ruolo dei diplomatici francesi non fosse da sottovalutare. Phan Chu Trinh continuò a diffondere le sue idee con slogan come "Viva la democrazia, fuori con la monarchia" e "Utilizzare i francesi per il progresso". Ciò rese Phan Boi Chau abbastanza preoccupato per il fatto che il movimento potesse frammentarsi. 

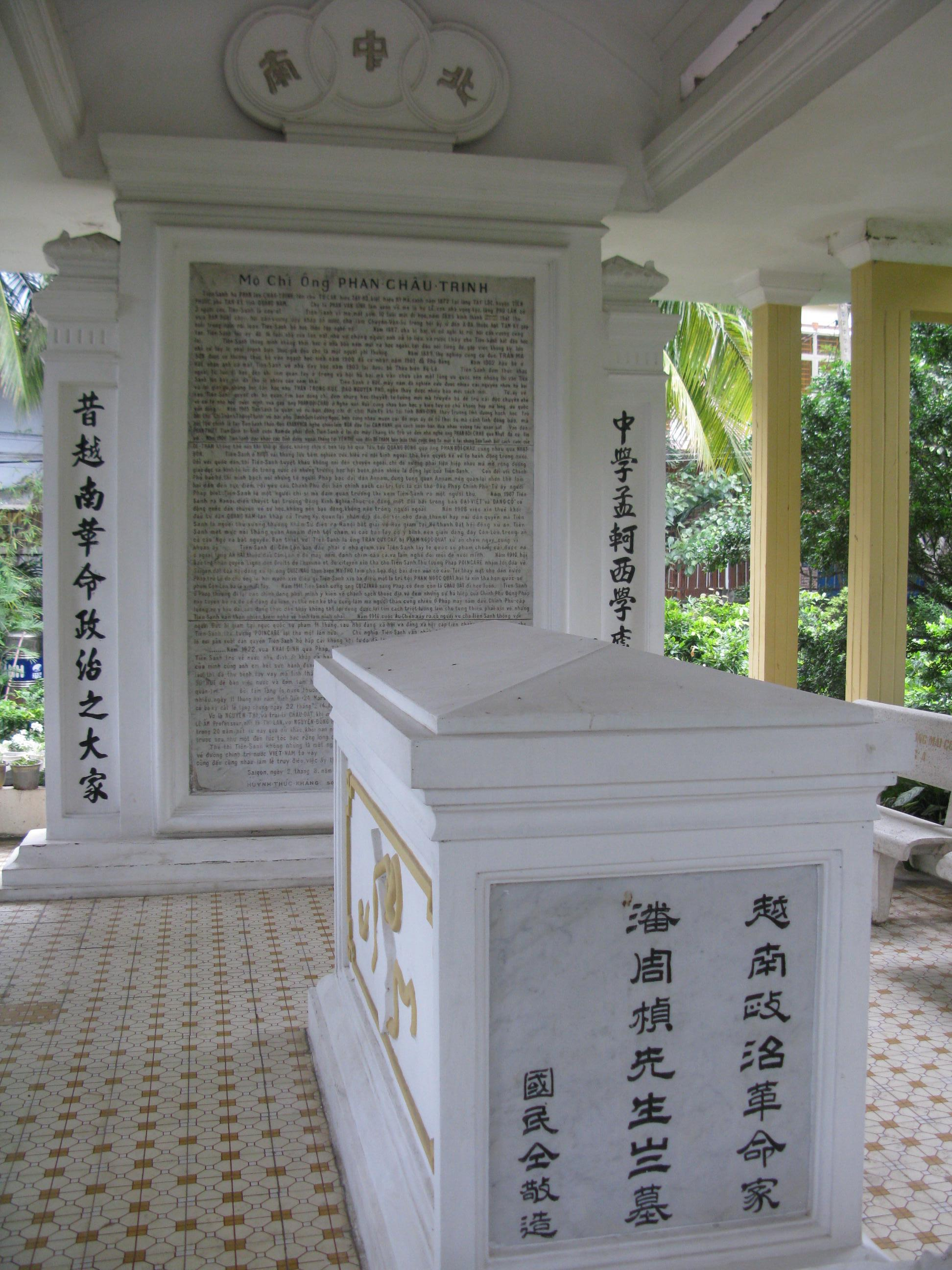
Tomba di Phan Châu Trinh a Ho Chi Minh.

Nel 1906 Phan Chu Trinh scrisse al governatore generale francese Paul Beau richiedendo ai francesi di essere all'altezza della loro missione civilizzatrice. Li accusò per lo sfruttamento delle campagne e chiese alla Francia di sviluppare moderne istituzioni giuridiche, educative ed economiche in Vietnam e di avviare un processo di industrializzazione per rimuovere definitivamente il sistema cinese dei mandarini.
Nel 1907 aprì una scuola patriottica per giovani uomini e donne vietnamite. La scuola fu chiamata Dong Kinh Nghia Thuc o "Libera Scuola della Capitale Orientale" (Hanoi). Fu docente e utilizzò anche gli scritti scambiati con Phan Boi Chau. La scuola evitò accuratamente di fare qualcosa di illegale o di mettersi troppo in cattiva luce. Le sue idee attaccavano la brutalità dell'occupazione francese ma erano anche aperte ad ogni forma di collaborazione con la Francia per migliorare le condizioni del paese. La scuola richiedeva agli studenti di rinunciare alla loro tradizione elitaria e di imparare dalle masse. La formazione veniva offerta anche ai contadini. In questo periodo tenne banco con una serie di conferenze pubbliche caratterizzate da animate discussioni intorno a varie teorie sulla modernizzazione e sull'ideologia occidentale riguardo al miglioramento sociale. Phan mirava a sostituire gradualmente la filosofia confuciana che era tradizionalmente alla base delle ideologie vietnamite dell'epoca.
Dopo le rivolte contadine contro le tasse scoppiate nel 1908, Phan Chu Trinh fu arrestato e la sua scuola fu chiusa. Fu condannato a morte, ma la pena fu commutata in ergastolo, dopo l'intervento dei diplomatici francesi. Fu inviato sull'isola di Con Đảo. Dopo tre anni, nel 1911, venne prosciolto dalla maggior parte delle accuse e fu condannato agli arresti domiciliari. Dichiarò che avrebbe preferito tornare in carcere piuttosto che godere di una libertà parziale. Fu quindi deportato in Francia, dove i vertici francesi continuarono a monitorarlo.
Si recò a Parigi nel 1915 per ottenere l'appoggio dei politici progressisti francesi e degli altri esuli vietnamiti. Qui lavorò con Hồ Chí Minh, Phan Van Truong, Nguyen The Truyen, e Nguyen An Nin in un gruppo chiamato "Il gruppo dei patrioti vietnamiti". Il gruppo aveva la propria base al 6 di Villa des Gobelins. Furono autori di diversi articoli patriottici firmati con il nome alternativo di Ho Chi Minh, Nguyen Ai Quoc. Lavorò inoltre come ritoccatore di fotografie per sostenersi economicamente.
Tornato a Saigon nel 1925, vi morì il 24 marzo 1926. Al suo funerale parteciparono 60.000 persone e la sua morte causò grandi proteste in tutto il paese con le quali si chiedeva la fine dell'occupazione coloniale francese. Ma il Vietnam non si sarebbe liberato dall'occupazione straniera fino a quasi 30 anni dopo.

## Dibattiti con Phan Bội Châu
Ho Chi Minh una volta definì Phan Chu Trinh "un conservatore gretto uomo di lettere", in una lettera indirizzata a Phan Bội Châu.
Phan Bội Châu descrive il suo incontro con Phan Chu Trinh in Giappone in questo modo:
"Sembra che a quel tempo, nel profondo del suo cuore, avesse già un'aspirazione diversa. Io e lui ci tenemmo compagnia a Kwangtung per più di dieci giorni. Ogni giorno, quando parlavamo delle vicende del nostro paese, coglieva l'occasione per rimproverare la condotta malvagia dei monarchi, i nemici del popolo. Digrignava i denti quando si parla del dominatore che portava al paese calamità e disastri per il popolo; diceva che se il sistema di autocrazia monarchica non veniva abolito, il semplice ripristino dell'indipendenza del paese non avrebbe portato ad alcuna felicità."
A Tokyo Phan Chu Trinh poi scrisse a Phan Bội Châu:
"Il livello del loro popolo è così alto, e il livello del nostro popolo è così basso! Come non si diventa schiavi? Il fatto che ora alcuni studenti possano entrare nelle scuole giapponesi è stato un tuo grande risultato. Ti prego di restare a Tokyo per un tranquillo riposo e per poterti dedicare alla scrittura, e non a fare appelli per combattere contro i francesi. Dovresti essere promotore solo dei diritti popolari e dell'illuminazione del popolo. Una volta che i diritti popolari sono stati raggiunti, allora possiamo pensare ad altre cose ".
I commenti di Phan Bội Châu:
"Da allora in poi per oltre dieci giorni, lui ed io dibattemmo più volte, e le nostre opinioni si mostrarono diametralmente opposte. Lui voleva rovesciare la monarchia al fine di creare una base per la promozione dei diritti popolari. Io, al contrario, sostenevo che prima  doveva essere cacciato il nemico straniero e, dopo la restaurazione dell'indipendenza della nostra nazione, avremmo potuto parlare di altre cose. Il mio piano era di fare uso della monarchia, a cui egli si opponeva in maniera assoluta. Il suo piano era quello di sollevare le persone per abolire la monarchia, opzione con la quale io non ero assolutamente d'accordo. In altre parole, lui e io stavamo perseguendo lo stesso obiettivo, ma i nostri metodi di approccio erano notevolmente diversi. Voleva fare affidamento sui francesi per abolire la monarchia, mentre io volevo i francesi fuori dal paese per ripristinare l'indipendenza del Vietnam. Questa era la differenza. Tuttavia, anche se la sua visione politica era all'opposto della mia, a me personalmente piaceva molto e dimorammo insieme nella stessa casa per diverse settimane; poi tutto ad un tratto decise di tornare al nostro paese".